# A Friend in London
A Friend in London is een Deense band, gevormd in 2005. In 2014 maakte de band bekend uit elkaar te gaan. 

## Biografie
De band werd in 2005 opgericht op initiatief van zanger Tim Schou, die eerder dat jaar de wedstrijd Danish Young Talent had gewonnen. Door deze overwinning kon de band haar eerste single opnemen: Thoughts of a Boheme. Ze begonnen al vrij snel intensief te toeren door Denemarken, tot wel honderd optredens in een jaar tijd. In 2009 volgde er ook een tournee door de Verenigde Staten en Canada. In Canada werden ze zo bekend dat ze later met nog twee tournees door het land zouden trekken.
Hun bekendheid in Europa volgde na hun overwinning in Dansk Melodi Grand Prix 2011, de Deense voorronde voor het Eurovisiesongfestival. Met het nummer New tomorrow gingen ze met de zegepalm aan de haal en eindigden uiteindelijk 5e met 134 punten op het Eurovisiesongfestival 2011 in Düsseldorf, Duitsland.

## Discografie

### Singles
| Single met eventuele hitnotering(en) in de Nederlandse Top 40 | Datum van verschijnen | Datum van binnenkomst | Hoogste positie | Aantal weken | Opmerkingen                 |
| ------------------------------------------------------------- | --------------------- | --------------------- | --------------- | ------------ | --------------------------- |
| New tomorrow                                                  | 2011                  | -                     |                 |              | nr. 58 in de Single Top 100 |

| Single met hitnotering(en) in de Vlaamse Ultratop 50 | Datum van verschijnen | Datum van binnenkomst | Hoogste positie | Aantal weken | Opmerkingen |
| ---------------------------------------------------- | --------------------- | --------------------- | --------------- | ------------ | ----------- |
| New tomorrow                                         | 2011                  | 21-05-2011            | tip44*          |              |             |

1957: Birthe Wilke & Gustav Winckler · 
1958: Raquel Rastenni · 
1959: Birthe Wilke · 
1960: Katy Bødtger · 
1961: Dario Campeotto · 
1962: Ellen Winther · 
1963: Grethe & Jørgen Ingmann · 
1964: Bjørn Tidmand · 
1965: Birgit Brüel · 
1966: Ulla Pia · 
1978: Mabel · 
1979: Tommy Seebach · 
1980: Bamses Venner · 
1981: Tommy Seebach & Debbie Cameron · 
1982: Brixx · 
1983: Gry Johansen · 
1984: Hot Eyes · 
1985: Hot Eyes · 
1986: Trax · 
1987: Anne Cathrine Herdorf & Bandjo · 
1988: Hot Eyes · 
1989: Birthe Kjær · 
1990: Lonnie Devantier · 
1991: Anders Frandsen · 
1992: Lotte Nilsson & Kenny Lübcke · 
1993: Tommy Seebach Band · 
1995: Aud Wilken · 
1997: Kølig Kaj · 
1999: Michael Teschl & Trine Jepsen · 
2000: Olsen Brothers · 
2001: Rollo & King · 
2002: Malene · 
2004: Tomas Thordarson · 
2005: Jakob Sveistrup · 
2006: Sidsel Ben Semmane · 
2007: DQ · 
2008: Simon Mathew · 
2009: Niels Brinck · 
2010: Chanée & N'evergreen · 
2011: A Friend in London · 
2012: Soluna Samay · 
2013: Emmelie de Forest · 
2014: Basim · 
2015: Anti Social Media · 
2016: Lighthouse X · 
2017: Anja Nissen · 
2018: Rasmussen · 
2019: Leonora · 
2021: Fyr & Flamme · 
2022: REDDI · 
2023: Reiley · 
2024: Saba · 
2025: Sissal